# Barrie Colts
Barrie Colts är ett kanadensiskt proffsjuniorishockeylag som är baserat i Barrie, Ontario och har spelat i den nordamerikanska proffsjuniorligan Ontario Hockey League (OHL) sedan 1995, när laget bildades. De spelar sina hemmamatcher i Barrie Molson Centre, som har en publikkapacitet på 4 915 åskådare. Colts har aldrig vunnit Memorial Cup men en gång OHL för säsong 1999-2000.
De har fostrat spelare som bland annat T.J. Brodie, Brad Brown, Jan Bulis, Aleksandr Burmistrov, Kyle Clifford, Jeff Cowan, B.J. Crombeen, Aaron Ekblad, Daniel Girardi, Bryan Little, Tanner Pearson, Alex Pietrangelo, Dalton Prout, Zac Rinaldo, Mark Scheifele, Martin Škoula, Ryan Strome och Mike Weber som alla tillhör alternativt tillhörde olika medlemsorganisationer i den nordamerikanska proffsligan National Hockey League (NHL).